# Beilschmiedia insularum
Beilschmiedia insularum är en lagerväxtart som beskrevs av Robyns & Wilczek. Beilschmiedia insularum ingår i släktet Beilschmiedia och familjen lagerväxter. Inga underarter finns listade i Catalogue of Life.